# Lycopus americanus
Lycopus americanus
Espèce
Lycopus americanus, aussi appelé Lycope d'Amérique, marrube d'eau américain, pied de loup, fausse menthe ou bugleweed américain, est une espèce de plantes à fleurs de la famille des Lamiaceae et du genre Lycopus originaire d'Amérique du Nord.

## Habitat et répartition
Il pousse dans des zones humides au bord des lacs et des ruisseaux dans une grande partie de l'Amérique du Nord.

## Description
La plante mesure de 20 à 30 cm de hauteur. Les feuilles sont dentelées. Il fleurit à la fin de l'été; les fleurs sont blanches ou rose pâle.

## Plante médicinale
Il est réputé pour ses propriétés médicinales et a été utilisé comme colorant. Les médecins anglais l'utilisaient contre les hémorragies et les toux sanguinolentes de la tuberculose.